# 2966 Korsunia
A 2966 Korsunia (ideiglenes jelöléssel 1977 EB2) a Naprendszer kisbolygóövében található aszteroida. Nyikolaj Sztyepanovics Csernih fedezte fel 1977. március 13-án.